# Luciano Pagliarini
Luciano Pagliarini (Arapongas, Brasil, 18 de abril de 1978) es un exciclista brasileño.

## Biografía
Comenzó compitiendo desde niño a los 8 años de edad en BMX. En 1993 a los 14 años empezó a competir en mountain bike. Ahí conoció a Jose Luiz Vasconcellos actual presidente de la Confederación Brasileña de Ciclismo quién lo incentivo a tomar el deporte en serio. Ese mismo año fue campeón paranaense de mountain bike.
En 1994 tuvo su primera bicicleta de ruta y comenzó a competir en pruebas de esa modalidad. En su último año en categoría junior (1996) obtuvo resultados récord en el campeonato brasilero con 7 medallas de oro y 1 de plata lo cual llevó a que el equipo Caloi de San Pablo lo sumara a sus filas
En 1997, defendiendo los colores del nuevo equipo venció en 17 pruebas del calendario brasilero.

### Emigración a Europa
A finales de 1998, venció en una prueba selectiva Olímpica, en Río de Janeiro. La prueba contó con equipos de varios países, entre ellos uno italiano. Un colega, Renato Ferraro, lo colocó en contacto con Ivan Parolin, uno de los dirigentes del equipo IMA de Italia, con quién firmó un contrato para competir al año siguiente. En febrero de 1999, desembarcó en Italia como nuevo integrante del IMA Cadore Carla Travel de San Donà di Piave, equipo de categoría amateur.

### Llegada al profesionalismo
Luego de varias victorias, hizo su debut como profesional en el año 2001 con el equipo Lampre-Daikin. Los dos primeros años fueron de dificultad para la adaptación, ya que el ciclismo profesional se diferencia mucho del amateur. Igualmente, buenas actuaciones lo llevaron a debutar en la Vuelta a España (2001) y el Tour de Francia (2002).

#### Apogeo
La consagración le llegó en 2003, cuando pudo revelar sus cualidades de sprinter. En febrero, participó del Tour de Langkawi, (Malasia) y venció en 3 etapas. Al mes siguiente ganó la Clásica de Almería en España. Cuatro victorias más hicieron que firmara un nuevo contrato con Lampre y el equipo lo colocó como el primer sprinter para la temporada 2004.
En ese 2004 venció en dos etapas más del Tour de Langkawi. Tuvo una importante victoria en la Vuelta a Murcia batiendo a su ídolo, el alemán Erik Zabel. En el Giro de Italia sufrió una fuerte caída en la penúltima etapa por la cual debió ser hospitalizado. Luego de la recuperación, el año lo cerró participando en las Olimpíadas de Atenas y el campeonato del mundo de Verona donde se destacó en una fuga en solitario por más de 130 km.
En 2005 cambió de equipo, pasó a formar parte del Liquigas-Bianchi. Fue 2.º en la primera etapa de la París-Niza y también 2º en la segunda etapa de la Vuelta a Alemania. Culminó en esa posición 11 veces más en esa temporada, situación que le resultó frustrante.
El equipo español Saunier Duval-Prodir fue su nuevo destino en 2006 con quién firmó por dos temporadas. Hasta mediados de 2007, no obtuvo clasificaciones de relevancia hasta que en julio consiguió la medalla de bronce en los juegos panamericanos de Río de Janeiro con la selección de Brasil. En agosto se llevó una etapa del Eneco Tour y en septiembre una en el Tour de Missouri.
Para 2008 el equipo pasó a llamarse Saunier Duval-Scott y en febrero, Pagliarini venció en una etapa del Tour de California. Durante el Tour de Francia 2008, el equipo se vio envuelto en un escándalo al dar positivo dos de sus figuras, los italianos Riccardo Riccò y Leonardo Piepoli, lo cual llevó al retiro del principal patrocinante y dejando al equipo a punto de desaparecer. El segundo patrocinador (Scott, fabricante de bicicletas) decidió quedarse en el equipo y un nuevo patrocinador (American Beef) le dieron el nuevo nombre al equipo, Scott American Beef.

#### Fracasos y retirada
En 2009, firmó contrato con un nuevo equipo que iba a comenzar a competir, el H2O, pero la falta de un patrocinador verdadero (H2O era una ONG) y la negativa de la UCI en darle al equipo la licencia continental profesional por falta de avales bancarios, hicieron que finalmente Pagliarini volviera a Brasil a competir por el equipo amateur Memorial/Giant/Santos.
En 2010 pasó a competir por el equipo Scott-Marcondes César-São José dos Campos de categoría profesional continental con grandes expectativas y en febrero ganó 3 etapas de la competencia uruguaya Rutas de América. A mediados de año el equipo tuvo problemas económicos y Pagliarini denunció públicamente el hecho. En agosto, la UCI suspendió al equipo hasta nuevo aviso.
En noviembre de 2010 anunció su retiro definitivo de las carreteras y fue designado por la Confederación Brasileña de Ciclismo como integrante de la comisión técnica de la selección brasileña de pista.

## Palmarés
| 1998 - 2 etapas en la Vuelta Ciclista de Chile 2003 - 3 etapas del Tour de Langkawi - Clásica de Almería 2004 - 2 etapas del Tour de Langkawi - 1 etapa de la Vuelta a Murcia 2007 - 3.º en los Juegos Panamericanos en Ruta - 1 etapa del Eneco Tour - 1 etapa del Tour de Missouri 2008 - 1 etapa del Tour de California 2010 - 3 etapas de la Rutas de América |

## Resultados en Grandes Vueltas y Campeonatos del Mundo
| Carrera         | Carrera         | 2001 | 2002 | 2003 | 2004 | 2005 | 2006 | 2007 | 2008 |
| --------------- | --------------- | ---- | ---- | ---- | ---- | ---- | ---- | ---- | ---- |
|                 | Giro de Italia  | ―    | ―    | ―    | Ab.  | ―    | ―    | ―    | Ab.  |
|                 | Tour de Francia | ―    | Ab.  | ―    | ―    | Ab.  | ―    | ―    | ―    |
|                 | Vuelta a España | Ab.  | ―    | ―    | ―    | ―    | ―    | ―    | ―    |
| Mundial en Ruta | Mundial en Ruta | ―    | ―    | ―    | Ab.  | Ab.  | Ab.  | Ab.  | ―    |

―: no participa
Ab.: abandono

## Equipos
- Lampre (2001-2004)
  - Lampre-Daikin (2001-2002)
  - Lampre (2003-2004)
- Liquigas-Bianchi (2005)
- Saunier Duval/Scott (2006-2008)
  - Saunier Duval-Prodir (2006-2007)
  - Saunier Duval-Scott (2008) (hasta julio)
  - Scott-American Beef (2008)
- Scott-Marcondes César-São José dos Campos (2010)[9]